# Melanodexia
Melanodexia là một chi ruồi Tân Thế giới ở phía tây Hoa Kỳ.

## Các loài
- M. californica Hall, 1948
- M. glabricula (Bigot, 1888)
- M. grandis Shannon, 1926 (Đồng nghĩa: M. pacifica Hall, 1948)
- M. idahoensis (Hall, 1948)
- M. nox (Hall, 1948)
- M. satanica Shannon, 1926
- M. tristina (Hall, 1948)
- M. tristis Williston, 1893

Danh sách này không đầy đủ, bạn cũng có thể giúp mở rộng danh sách.